# آبشار گونی
آبشار گونی (به ترکی استانبولی: Güney Waterfall) یک آبشار و یادمان طبیعی در ترکیه است که در استان دنیزلی واقع شده‌است.